# Gert Timmermann
Gert Timmermann (* 4. Juni 1935; † 6. August 2008 in Bleckede) war Moderator beim NDR.

## Leben
Zur Zeit Karl-Heinz Köpckes begann Timmermann als Off-Nachrichtensprecher der Tagesschau. Beim Hörfunksender NDR 2 war er Nachrichtensprecher und formte außerdem Radiosendungen, wie beispielsweise Musik für junge Leute, Saturday Night Disco (mit Timmys Maxisingle-Service), Pop Nonstop, und das Club Wunschkonzert.
Timmermann starb 2008 und wurde auf dem Friedhof in Barskamp beigesetzt.